# Бејби Кеј
Бејби Кеј (рођена као Клаудија Џудит Нахум; 5. фебруар 1983) је италијанско-британска певачица, текстописац и репер. Углавном је позната по својим хитовима "Killer", снимљеним са Тицијаном Фером, и "Roma-Bangkok", дуету са Џуси Ферери, који је био најпродаванији сингл 2015. у Италији и први њен спот који је добио Вево сертификат.
Од 2008. објавила је три ЕП -а и три студијска албума који су ушли у првих десет италијанских албума. Имала је шест првих десет песама синглова, укључујући топпер "Рома-Бангкок" са Џуси Ферери, и две песме број два "Voglio ballare con te" и "Da zero a cento".
Од 2019. музика Бејби Кеј је продата у више од 1,1 милион примерака у Италији, укључујући и дијамантски сертификат, и добила је  MTV Italian Music Awards, три Wind Music Awards и Lunezia Prize for Musical-Literary Value за свој процес писања песама.

## Дискографија

### Албуми
- Una seria (2013)
- Kiss Kiss Bang Bang (2015)
- Icona (2018)
- Donna sulla Luna (2021)